# James Westerfield
James Westerfield (* 22. März 1913 in Nashville, Tennessee; † 20. September 1971 in Los Angeles, Kalifornien) war ein US-amerikanischer Schauspieler. 

## Leben und Karriere
James Westerfield gab sein Filmdebüt 1940 mit einer kleinen Rolle als Hinterwäldler im Historiendrama The Howards of Virginia, nachdem er zuvor bereits Erfahrungen als Theaterschauspieler am Pasadena Playhouse gesammelt hatte. Obwohl er bereits im folgenden Jahr erstmals eine Erwähnung im Abspann für Highway West erhielt, blieben die Rollen zunächst klein. Ein Höhepunkt seiner frühen Filmkarriere war die Darstellung eines Butlers im Film noir The Chase (1946). Im Dezember 1944 machte Westerfield sein Debüt am Broadway in der Musikkomödie Sing Out, Sweet Land, wonach er in den folgenden zehn Jahren dort regelmäßig Engagements erhielt. Anerkennung verschaffte er sich teilweise auch mit Stücken, die er selbst schrieb und produzierte. Er wurde zweimal mit dem renommierten New York Drama Critics Award ausgezeichnet (1948 und 1949 jeweils in der Kategorie Bester Nebendarsteller).
Nachdem er längere Zeit nur sporadisch an Hollywood-Filmen mitgewirkt hatte, arbeitete er ab seiner Darstellung des bulligen Hafenarbeiters Big Mac in Elia Kazans Filmklassiker Die Faust im Nacken aus dem Jahr 1954 wieder häufiger in der Filmindustrie. Sechs Jahre kam es zu einer weiteren Zusammenarbeit mit Kazan bei dessen Drama Wilder Strom. In Hollywood wurde der korpulente, schon früh zur Glatze neigende Charakterdarsteller vor allem auf Nebenrollen abonniert, in denen er oft strenge oder ungeschliffene Typen spielte. Wiederholt wurde er auf Figuren aus der Arbeiterklasse besetzt, daneben sowohl auf Verbrecher als auch auf Polizisten oder Sheriffs. Besonders oft wirkte er an Western oder Kriminalfilmen mit. In den Disney-Komödien Der unheimliche Zotti (1959), Der fliegende Pauker (1961) und Der Pauker kann’s nicht lassen (1962) trat er jeweils als Polizist auf. Weitere Auftritte hatte er neben Rock Hudson in Howard Hawks’ Komödie Ein Goldfisch an der Leine (1964) sowie in einer historischen Rolle als Richter Isaac Charles Parker in Henry Hathaways Western Der Marshal (1969) an der Seite von John Wayne. 
Daneben übernahm Westerfield bis zu seinem Tod regelmäßig Gastrollen in Fernsehserien wie Bonanza, Rauchende Colts, Die Leute von der Shiloh Ranch und Verliebt in eine Hexe.
Westerfield erlag im September 1971 mit 58 Jahren einem Herzinfarkt. Er hinterließ seine Frau Alice G. Fay, mit der seit 1962 in zweiter Ehe verheiratet war. Sein letzter Film Lucky Johnny, den er kurz vor seinem Tod abgedreht hatte, erschien posthum erst im Jahr 1975.

## Filmografie (Auswahl)

### Kino
- 1940: The Howards of Virginia
- 1941: Highway West
- 1942: Der Glanz des Hauses Amberson (The Magnificent Ambersons)
- 1942: Der große Wurf (The Pride of the Yankees)
- 1944: Als du Abschied nahmst (Since You Went Away)
- 1946: Der unbekannte Geliebte (Undercurrent)
- 1946: The Chase
- 1949: Side Street
- 1951: The Whistle at Eaton Falls
- 1954: Die Faust im Nacken (On the Waterfront)
- 1954: Drei Stunden Zeit (Three Hours to Kill)
- 1954: Immer jagte er Blondinen (The Human Jungle)
- 1955: Rauhe Gesellen (The Violent Men)
- 1955: Der Speer der Rache (Chief Crazy Horse)
- 1955: Todeszelle 2455 (Cell 2455, Death Row)
- 1955: Die Verlorenen (The Cobweb)
- 1955: Der scharlachrote Rock (The Scarlet Coat)
- 1955: Der Einzelgänger (Man with the Gun)
- 1955: Ich will, dass du mich liebst (Lucy Gallant)
- 1956: Klar Schiff zum Gefecht (Away All Boats)
- 1956: Die unsichtbare Front (Three Brave Men)
- 1957: Die Hölle des Dschungels (Jungle Heat)
- 1957: Fahrkarte ins Jenseits (Decision at Sundown)
- 1958: Cowboy
- 1958: Der stolze Rebell (The Proud Rebel)
- 1959: Der Henker (The Hangman)
- 1959: Der unheimliche Zotti (The Shaggy Dog)
- 1959: Duell in Dodge City (The Gunfight at Dodge City)
- 1960: Wilder Strom (Wild River)
- 1960: Die Plünderer (The Plunderers)
- 1961: Der fliegende Pauker (The Absent-Minded Professor)
- 1961: Mörderisch (Homicidal)
- 1962: Der Gefangene von Alcatraz (Birdman of Alcatraz)
- 1962: Der Pauker kann’s nicht lassen (Son of Flubber)
- 1964: Ein Goldfisch an der Leine (Man’s Favorite Sport?)
- 1964: Bikini Beach
- 1965: Die vier Söhne der Katie Elder (The Sons of Katie Elder)
- 1965: Das Schlafzimmer ist nebenan (That Funny Feeling)
- 1966: Immer wenn er Dollars roch (Dead Heat on a Merry-Go-Round)
- 1968: Sein Name war Gannon (A Man Called Gannon)
- 1968: Hängt ihn höher (Hang ’Em High)
- 1968: Inferno am Fluß (Blue)
- 1969: Smith! – Ein Mann gegen alle (Smith!)
- 1969: Der Marshal (True Grit)
- 1969: Sexualprotz wider Willen (The Love God?)
- 1969: Bartleby (Kurzfilm)
- 1975: Lucky Johnny [1971 gedreht]

### Fernsehen
- 1954: The Lone Ranger (Folge 4x09 Der Prediger)
- 1955–1969: Rauchende Colts (Gunsmoke, 4 Folgen)
- 1956: Abenteuer im wilden Westen (Zane Grey Theater, Folge 1x11)
- 1957/1961: Perry Mason (2 Folgen)
- 1958: Der Texaner (The Texan, Folge 1x07)
- 1958–1959: Mickey Spillane’s Mike Hammer (Fernsehserie, 3 Folgen)
- 1958/1960: Alfred Hitchcock präsentiert (Alfred Hitchcock Presents, Fernsehserie, 2 Folgen)
- 1959: Josh (Wanted: Dead or Alive, Folge 2x02)
- 1959: Im letzten Augenblick (Troubleshooters, Folge 1x05)
- 1959: Der zweite Mann (The Deputy, Folge 1x06)
- 1959: Gold in Alaska (The Alaskans, Folge 1x05)
- 1959/1960: Westlich von Santa Fé (The Rifleman, 2 Folgen)
- 1959/1961: Die Unbestechlichen (The Untouchables, 2 Folgen)
- 1959/1961: Maverick (2 Folgen)
- 1959/1962: Tausend Meilen Staub (Rawhide, Fernsehserie, 2 Folgen)
- 1959–1970: Walt Disneys bunte Welt (Disneyland, 4 Folgen)
- 1960/1970: Bonanza (Fernsehserie, 2 Folgen)
- 1960–1971: Nachdenkliche Geschichten (Insight, 6 Folgen)
- 1961: Am Fuß der blauen Berge (Laramie, Folge 2x16)
- 1961: Twilight Zone (The Twilight Zone, Folge 2x19 Mars für Mars)
- 1963: St. Dominic und seine Schäfchen (Going My Way, Folge 1x28)
- 1963–1964: The Travels of Jamie McPheeters (The Travels of Jaimie McPheeters, 7 Folgen)
- 1963–1966: Hazel (Fernsehserie, 4 Folgen)
- 1964: Das große Abenteuer (The Great Adventure, Folge 1x18)
- 1964: The Andy Griffith Show (Folge 5x03)
- 1964/1968: Daniel Boone (2 Folgen)
- 1966: Time Tunnel (The Time Tunnel, Folge 1x03)
- 1966: Verschollen zwischen fremden Welten (Lost in Space, Folge 2x05)
- 1967: The Beverly Hillbillies (Folge 5x17)
- 1967: Der Strafverteidiger (Judd, for the Defense, Folge 1x07)
- 1968: Meine drei Söhne (My Three Sons, Folge 8x22)
- 1968: Einmal sieht man's – einmal nicht (Now You See It, Now You Don't, Fernsehfilm)
- 1968: Big Valley (The Big Valley, Folge 4x08)
- 1969: Verrückter wilder Westen (The Wild Wild West, Folge 4x21)
- 1969: Mannix (Folge 3x05 Tod um Mitternacht)
- 1969: Die Leute von der Shiloh Ranch (The Virginian, Folge 8x08)
- 1969: Lassie (Folge 16x08 Der Himmel stürzt nicht ein)
- 1970: Bill Cosby (The Bill Cosby Show, Folge 2x07)
- 1970: Verliebt in eine Hexe (Bewitched, Folge 7x08 Salem anno dazumal)